# Kurta

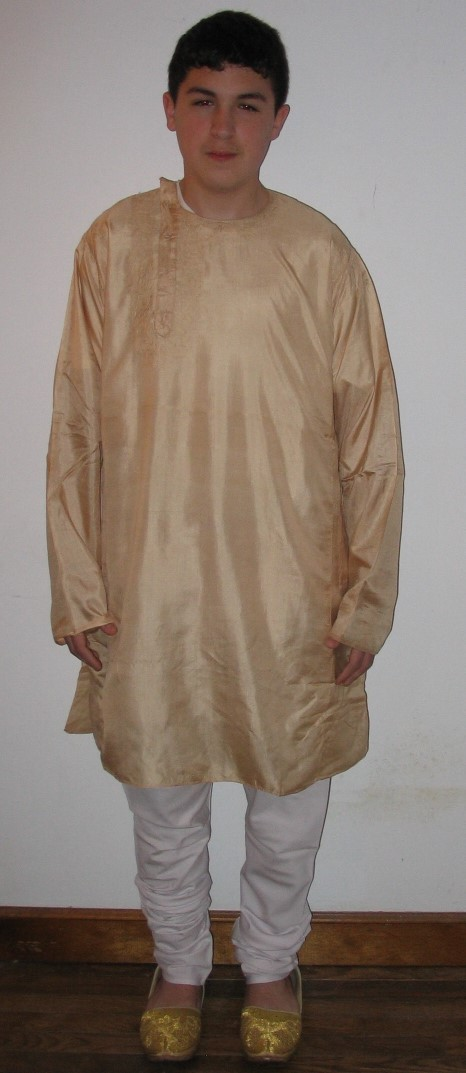

Kurta (Persisch/Urdu: کرتا;  Bengalisch: কুরতা; Hindi: कुरता) ist ein einfaches, traditionelles Kleidungsstück aus Baumwolle, Seide, Musselin oder Wolle, das in weiten Teilen Südasiens (Bangladesch, Indien, Pakistan, Sri Lanka) verbreitet ist. 
Die Kurta ist ein kragenloses Hemd, das weit geschnitten ist und hauptsächlich von Männern getragen wird. Bei Frauen ist es meist Teil des Salwar Kamiz, neuerdings auch in Kombination mit Jeans. Kurtas sind traditionell knielang. Kürzere Varianten wurden und werden auch im Westen getragen; sie wurden im Zuge der Hippie-Kultur populär. Kurtas bestehen aus einem rechtwinkligen Stück Stoff, das ohne viel Verschnitt verarbeitet wird. An der Seite der Kurta sind jeweils 15 bis 30 Zentimeter nicht zusammengenäht, um die Bewegungsfreiheit des Trägers nicht zu beeinträchtigen. Auf der Vorderseite ist die Kurta von oben bis etwa zur Brust großzügig geschlitzt und kann meist oben geknöpft oder zusammengebunden werden. Die Ärmel fallen gerade bis zum Handgelenk und verengen sich nicht. 
Insbesondere festliche Kurtas sind um die Kurtaöffnung auf der Brust reichlich ornamental bestickt und können auch mit Schmucksteinen dekoriert sein.